# Aldersjön (Norrala socken, Hälsingland)
Aldersjön är en sjö i Söderhamns kommun i Hälsingland och ingår i Nianån-Norralaåns kustområde. Sjön har en area på 0,414 kvadratkilometer och ligger 39 meter över havet. Vid provfiske har abborre, gers, gädda och mört fångats i sjön.

## Delavrinningsområde
Aldersjön ingår i det delavrinningsområde (681429-156469) som SMHI kallar för Utloppet av Aldersjön. Medelhöjden är 52 meter över havet och ytan är 3,83 kvadratkilometer. Det finns inga avrinningsområden uppströms utan avrinningsområdet är högsta punkten. Avrinningsområdets utflöde mynnar i havet. Avrinningsområdet består mestadels av skog (86 procent). Avrinningsområdet har 0,41 kvadratkilometer vattenytor vilket ger det en sjöprocent på 10,8 procent.